# Ennis House
La Ennis House è una villa unifamiliare isolata nel quartiere Los Feliz, Los Angeles, California, USA, a sud del Griffith Park.
La casa fu progettata dall'architetto americano Frank Lloyd Wright per Charles e Mabel Ennis nel 1923 e completata nel 1924.
La composizione architettonica segue quella già sperimentata in altre opere californiane di Wright, come la Millard House detta La Miniatura a Pasadena e le case Storer e Freeman sulle colline di Hollywood. È la quarta e più grande struttura con l'uso del textile block progettata da Wright nel nord di Los Angeles, costruita principalmente con blocchi di calcestruzzo prefabbricato.
Il progetto si ispira ad antichi templi Maya insieme ad altri edifici di Frank Lloyd Wright, quali la A. D. German Warehouse in Wisconsin e la Aline Barnsdall Hollyhock House ad Hollywood. La decorazione a rilievo dei suoi blocchi di rivestimento e la volumetria tettonica sono le sue caratteristiche principali, facendo della Ennis House un esempio dello stile architettonico Revival Maya.
La Ennis House è un monumento municipale, statale e nazionale, attualmente proprietà del miliardario Ronald Burkle.

## Storia dell'edificio
La composizione spaziale si articola su un basamento rivolto verso sud, costituito da un alto muro di contenimento, sopra il quale, in asse con l'accesso nord situato su Glendower Avenue, si apre una corte di circa 300 m² con vista su Los Angeles. Sul lato est con una volumetria complessa, si ubica la residenza principale, mentre ad ovest, separata dalla terrazza pavimentata, viene ubicato un garage con alloggio del personale di servizio.
La residenza si sviluppa lungo una lunga loggia orizzontale disposta sul lato nord, che connette le stanze pubbliche (la cucina, la dispensa, la sala da pranzo, il soggiorno, la stanza degli ospiti) con quelle private (le due stanze da letto con i rispettivi bagni e il giardino superiore, trasformato nel 1940 dal personaggio mediatico John Nesbitt in piscina oltre che una sala da biliardo al piano terra ed un impianto di riscaldamento).
La costruzione segue il modulo dettato dai blocchi in calcestruzzo, cubici con lato di 40 cm circa, sia all'esterno che all'interno, decorati con motivi geometrici regolari impostati sulla diagonale, sia pieni ma anche solo come rivestimento, alcuni anche forati secondo il disegno in rilievo. Sia l'uso intenso dei textile blocks che la sua volumetria compatta e il monumentale basamento, conferiscono alla casa un aspetto austero ed originale, in contrasto con altre ville anonime che ricoprono le colline di Los Angeles.
Il costo iniziale del progetto è cresciuto durante la fase di costruzione, che fu realizzata sotto la supervisione del figlio dell'architetto, Lloyd Wright. I proprietari hanno successivamente realizzato diverse modifiche, cambiandone il progetto originale.
Anche se originalmente e correntemente conosciamo la Ennis House con questo nome, l'edificio fu a lungo chiamato Ennis-Brown House. Fu rinominata così nel 1980 come omaggio per la donazione di Augustus O. Brown all'ente per la salvaguardia dei beni culturali (Trust for Preservation of Cultural Heritage), l'ottavo proprietario dal 1968–1980. Nell'agosto del 2005 la casa ritorna con il suo nome originale e il Los Angeles Conservancy, il National Trust for Historic Preservation, e il Frank Lloyd Wright Building Conservancy riorganizzarono l'ente no-profit che possedeva la casa, rinominandola Ennis House Foundation.

## Restauro

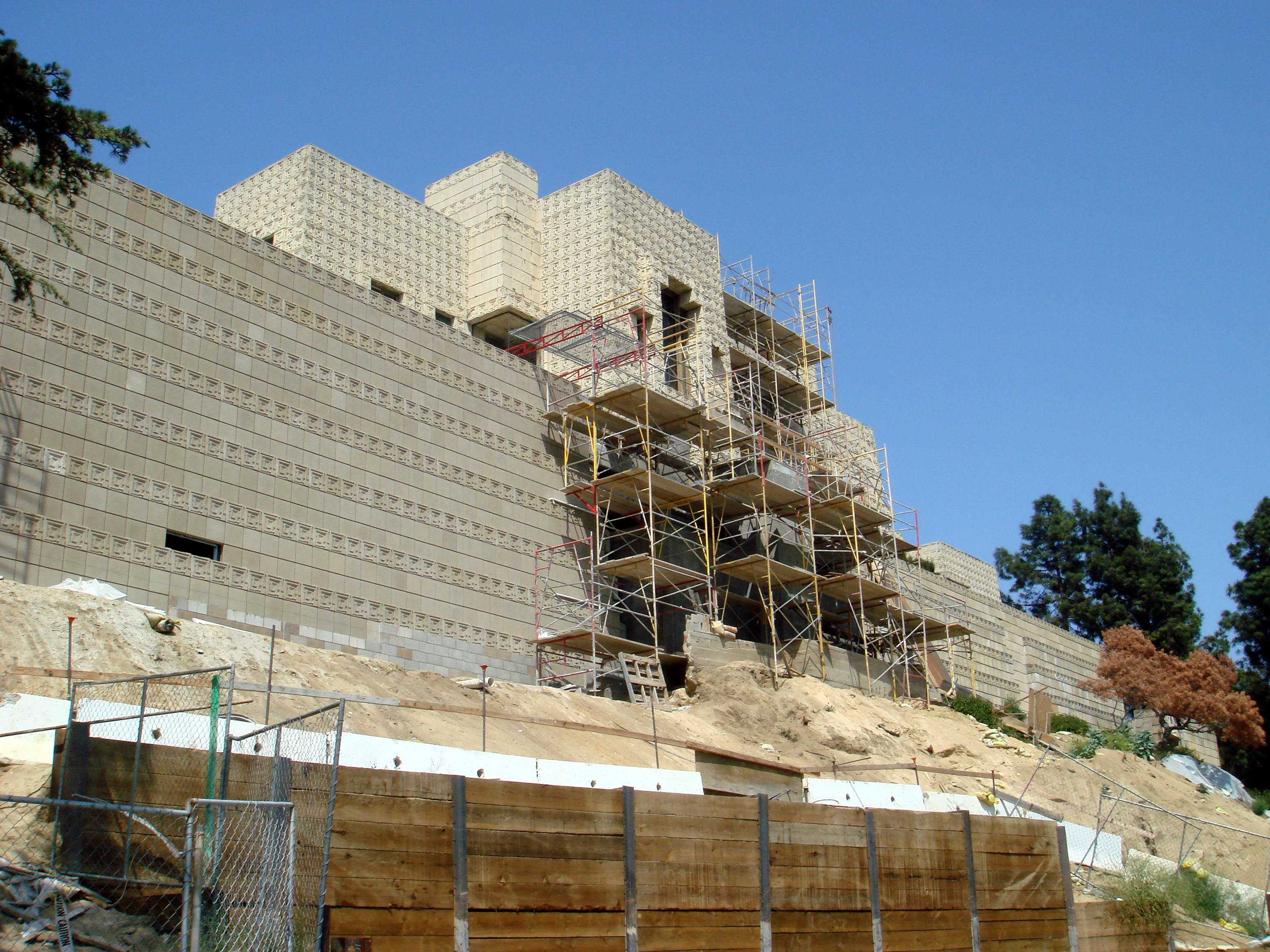
In fase di restauro, Maggio 2007

Ancor prima di essere terminata, la Ennis House mostrò segni di instabilità strutturale. Alcuni blocchi in calcestruzzo si ruppero e le parti inferiori dei muri cedettero per la troppa tensione. L'uso di inerti di granito locale per colorare i textile blocks introdussero impurità naturali nel conglomerato, che unite alla contaminazione atmosferica, ne hanno causato un deterioramento prematuro. Tentativi di applicare un rivestimento esterno causarono ulteriori problemi.
Diversi danni furono causati dal terremoto di Northridge del 1994 e dalle precipitazioni record tra il 2004 e il 2005. La Ennis House Foundation stimò che la messa in sicurezza sarebbe costata circa 5$ milioni e 15$ milioni per il restauro completo. Dopo le piogge l'edificio fu brevemente dichiarato non agibile ma entro la fine del 2005 fu ristabilita l'agibilità limitata. Importanti danni sono rimasti sul muro di sostegno sul retro sud dell'edificio. Nel 2005 la casa fu iscritta al numero 11 della lista degli edifici storici più a rischio dall'ente nazionale per la salvaguardia degli beni storici (National Trust for Historic Preservation).
Nel 2006 ci fu uno stanziamento da parte del Federal Emergency Management Agency di 4.5$ milioni finanziato con un prestito della First Republic Bank, per iniziare il restauro. Il progetto includeva un nuovo supporto strutturale, il restauro o la sostituzione dei blocchi danneggiati e delle finestre e una nuova copertura. I lavori furono completati nel 2007 con un costo di quasi 6.4$ milioni, ma la Ennis House rimase chiusa al pubblico.
Il 19 giugno del 2009 la Ennis House Foundation annunciò la vendita della casa ad un prezzo di 15$ milioni. Dopo essere stata sul mercato per più di un anno, senza trovare nessun acquirente, il prezzo fu ridotto a 7.495$ milioni. e il 1º aprile del 2011 il prezzo arrivò fino a 5.999$ milioni. Il 15 giugno del 2011, la Ennis House Foundation annuncia la vendita al miliardario Ron Burkle per meno di 4.5$ milioni. Una condizione della vendita fu l'obbligo di apertura al pubblico per 12 giorni l'anno, condizione vincolante anche per i futuri proprietari.
Attualmente si stanno realizzando ulteriori lavori di restauro e non sono previste visite pubbliche.

## Uso cinematografico

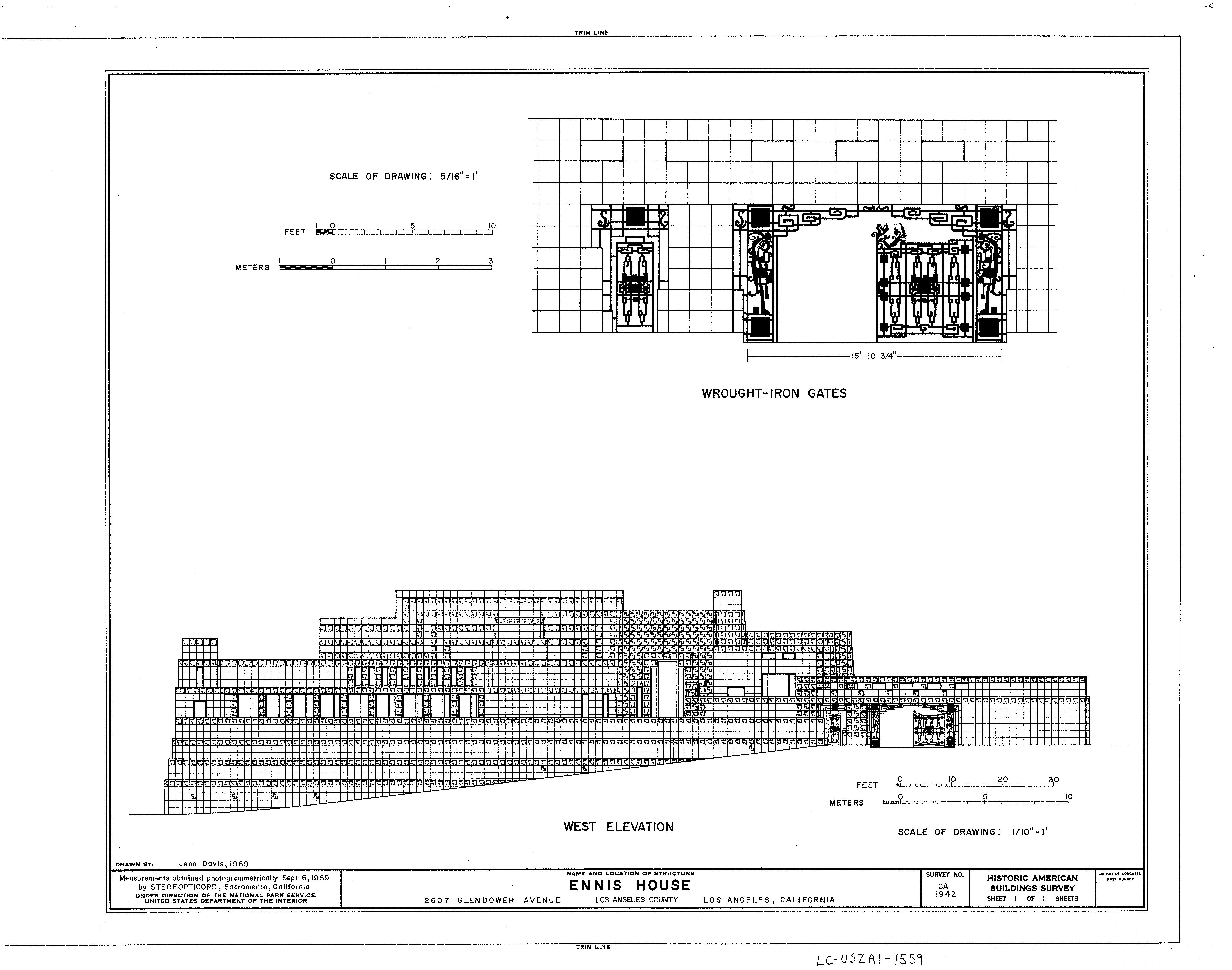
Prospetto Ovest

Il particolare stile esotico ha fatto dell'edificio un luogo attraente per i registi della vicina Hollywood.
Anche se usata come set di riprese già nel 1933 (Female), la casa acquista una triste fama per l'uso della sua facciata esterna del film La casa dei fantasmi, un B movie del 1959. Il film del 1975 Il giorno della locusta ha fatto ampio uso della casa come residenza privata, ma fu nel 1982 con Blade Runner che la casa acquista popolarità tra gli spettatori, anche se solo le riprese esterne furono realmente girate presso la Ennis House. Il suo esterno appare anche come la casa occupata da Angelus, Spike, e Drusilla nella serie televisiva Buffy l'ammazzavampiri.
Immagini del suo monumentale interno, specialmente della sala da pranzo sopraelevata e del camino, sono apparsi in più di una dozzina di film, tra cui Karate Kid III - La sfida finale con una ripresa verso il Downtown (Los Angeles), Black Rain - Pioggia sporca, Delitti inquietanti, The Replacement Killers, Rush Hour - Due mine vaganti in sostituzione di un piano di un grattacielo di Hong Kong, e Il tredicesimo piano.
La casa è stata anche usata come set di riprese per la televisione, riviste di moda e video musicali, tra cui "Why" dei 3T' con Michael Jackson. Il video dei S Club 7 per il singolo "Have You Ever", con i componenti della band in scene di vita domestiche, ed il video musicale "Vuelve" di Ricky Martin.
Affascinati dalla casa, i registi hanno sia ricreato che richiamato elementi della Ennis House su diversi set come ad esempio in Predator 2. Dopo aver girato le scene esterne per Blade Runner, l'interno dell'appartamento di Deckard fu ricreato nella Warner Brothers. Nel caso di The Rocketeer, parti della Ennis House furono ricreati nel dettaglio, includendo la vetrata decorata e aggiungendo un ulteriore piano.
Ad una scala più piccola, il blocchi decorati sono stati usati per il fregio della porta del Club Silencio nel film Mulholland Drive. David Lynch ha anche usato la Ennis House nel telefilm I segreti di Twin Peaks, girandoci tutte le scene della soap opera chiamata Invito all'amore.
Una sua rappresentazione è anche nel cartone animato di South Park come la base di un gang cinese nella puntata "Wing", giocando con l'associazione popolare della Ennis House con criminali asiatici del film.

## Monumento
Ennis House fu inclusa nel 2008 come una delle migliori 10 case del sud della California dal Los Angeles Times.
Il 14 ottobre 1971 è stata iscritta nel registro nazionale degli luoghi storici (National Register of Historic Places) del ministero degli interni americano (Department of the Interior) con il numero 71000145.
Il 3 marzo 1976 è stata dichiarata monumento storico culturale dalla commissione del patrimonio culturale del dipartimento di cultura della città di Los Angeles (Los Angeles Historic-Cultural Monuments) con il numero 149.
È iscritta anche al CHISL (California Historic Landmarks) di Los Angeles con il numero 1011.